# Gordon Hamilton
Gordon Frederic Hamilton (Belfast, 13 de mayo de 1964) es un exjugador británico de rugby que se desempeñaba como ala.

## Selección nacional
Fue convocado al XV del Trébol en diez oportunidades debutando en el Torneo de las Cinco Naciones de 1991 ante Les Bleus, su último partido fue frente a los Wallabies en 1992.

### Participaciones en Copas del Mundo
Solo disputó una Copa del Mundo, Inglaterra 1991, donde marcó un try, el único de su carrera internacional ante los Wallabies en cuartos de final. Este partido es considerado como el mejor de aquel mundial y el try de Hamilton puso a Irlanda arriba del marcador, sin embargo el partido terminó 19-18 a favor de los australianos que ganaron en el último minuto.
| Mundial                       | Sede       | Resultado        | PJ | Tries |
| ----------------------------- | ---------- | ---------------- | -- | ----- |
| Copa Mundial de Rugby de 1991 | Inglaterra | Cuartos de final | 4  | 1     |